# Quake II Mission Pack: Ground Zero
Quake II Mission Pack: Ground Zero is een videospel voor het platform Microsoft Windows. Het spel werd uitgebracht in 1998. 